# Thomas M. Klein
Thomas Klein (* 18. März 1962) ist ein deutscher Fernsehjournalist und TV-Produzent. 
Thomas Klein studierte Philosophie. Von 1983 bis 1999 arbeitete er als Hörfunk- und TV-Journalist für den Sender Freies Berlin, den Deutschlandfunk und verschiedene Anstalten der ARD. Ab 1999 verantwortete er als Chefredakteur das Programm und den Ausbau des Ballungsraumsenders TV.Berlin der KirchMedia-Gruppe. Von 2001 bis 2005 moderierte er die tägliche Nachrichtensendung Journal von Deutsche Welle (DW-TV). Er ist seit 2007 Vorsitzender der Berliner Pressekonferenz. Er veranstaltet seit 2009 die Medien-Suite, eine Hintergrundrunde mit Politikern und Journalisten und berät mit seinem Büro Medienunternehmen, Politiker und kulturelle Institutionen in strategischen Fragen. 2009 wurde er in die Jury der World Television Awards berufen.